# 鈴木聡 (演出家)
鈴木 聡（すずき さとし、1959年〈昭和34年〉3月1日 - ）は、演出家、脚本家、劇団主宰である。東京都出身。早稲田大学政治経済学部卒業。

## 略歴・人物
父親はテレビドラマなどの演出家だった鈴木利正。
早稲田大学在学中に劇団「てあとろ50'」に入団し、脚本･演出を担当する。卒業後の1982年、博報堂に入社し、コピーライターとして勤務する一方、劇団「サラリーマン新劇喇叺屋」（現・劇団ラッパ屋）を結成。
1990年大阪・近鉄劇場にて上演された朝日放送創立40周年記念ミュージカル「阿国 OKUNI」で脚本・演出を担当した。同舞台の演出を担当した栗山民也と共に、「ソングデイズ」、「バルセロナ物語」（共に1991年上演）、「下町のショーガール」（1992年上演）などの作品を製作。脚本家として、テレビドラマや、NHKで放送された連続テレビ小説「あすか」の脚本を執筆するなどした。2006年に上演された舞台「八百屋のお告げ」では第41回紀伊國屋演劇賞個人賞受賞。2009年の舞台「ブラジル」では第9回バッカーズ演劇奨励賞を受賞し、2012年、「をんな善哉」で第15回鶴屋南北戯曲賞を受賞。
2000年に博報堂を退社、劇団主宰兼演出家となった。

## 主な作品

### 主なCMキャッチコピー
- UCC上島珈琲「コーヒー それは UCC」
- サントリー
  - オールド「ワンフィンガーでやるもよし、ツーフィンガーでやるもよし。」
  - リザーブ&ウォーター「ウイスキーは冷蔵庫へ」
  - アイスジン「ジンジンジン」
- ホンダ
  - ステップワゴン「こどもといっしょにどこいこう。」
  - インテグラ「INTEGRA!NOTTEGRA!HONDA!（インテグラ!ノッテグラ!ホンダ!）」※ブラッド・ピットがCMに出演。
  - シビック「CIVIC Message.」
- 味の素 クノールカップスープ「バレテーラ」「朝ごはん、ちゃんと飲んでる？」

他多数。

### 主な舞台作

#### 作・演出

##### 劇団ラッパ屋
- 第1回・3回公演『ジャズと拳銃』（1984年、1985年）
- 第2回公演『品川スウィートソウル心中』（1985年）
- 第4回公演『スターダスト』（1986年）
- 第5回公演『小百合さんのビル・エバンス』（1987年）
- 第6回公演『星空のチャーリー・パーカー』（1987年）
- 第7回公演『ジャズと拳銃（SIDE 2）』（1988年）
- 第8回公演『シャボン玉ビリーホリデー』（1988年）
- 第9回公演『ショウは終わった』（1989年）
- 第10回公演『マジカル☆ヒステリー☆ツアー』（1990年）
- 第11回公演『JINSEI GAME』（1990年）
- 第12回公演『愛とスッタモンダの世界』（1991年）
- 第13回公演『夢の中温泉』（1992年）
- 第14回公演『ハリウッドマンション』（1992年）
- 第15回・20回公演『サクラパパオー』（1993年、1995年）
- 第16回公演『アロハ颱風』（1993年）
- 第17回公演『腹黒弁天町』（1994年）
- 第18回公演・第27回公演『阿呆浪士』（1994年、1998年）
- 第19回公演『三十郎大活劇』（1994年）
- 第21回公演『MONEY』（1995年）
- 第22回・26回・37回公演『凄い金魚』（1996年、1997年、2011年）
- 第23回公演『裸天国』（1996年）
- 第24回公演『鰻の出前』（1997年）
- 第25回公演『エアポート97』（1997年）
- 第28回公演『中年ロミオ』（1998年）
- 第29回公演『ヒゲとボイン』（2000年）
- 第30回公演『斎藤幸子』（2001年）
- 第31回公演『裸でスキップ』（2004年）
- 第32回公演『あしたのニュース』（2006年）[9]
- 第33回公演『妻の家族』（2007年）
- 第35回公演『世界の秘密と田中』（2009年）
- 第36回公演『YMO〜やっとモテたオヤジ』（2010年）
- 第38回公演『ハズバンズ＆ワイブズ』（2011年）
- 第39回公演『おじクロ』（2012年）
- 第40回公演『ダチョウ課長の幸福とサバイバル』（2013年）
- 第41回公演『ポンコツ大学探険部』（2015年）
- 第42回公演『筋書ナシコ』（2016年）
- 第43回公演『ユー・アー・ミー？』（2017年）
- 第44回公演『父の黒歴史』（2018年）
- 第45回公演『2.8次元』（2019年）
- 第46回公演『コメンテーターズ』（2021年）
- 第47回公演『君に贈るゲーム』（2022年）
- 第48回公演『ウェルカム・トゥ・ホープ』（2023年）
- 第49回公演『七人の墓友』（2024年）

- リーディング公演

1. 『距離と人間』（2020年）
2. 『ショウは終わった』（2023年）
3. 『七人の墓友』（2023年）

##### それ以外
- 伊東四朗・小松政夫ツーショットプレイ『エニシング・ゴーズ』（1995年）
- ABCミュージカル『狸』（1996年、主演：木の実ナナ）

- パルコプロデュース
  - 『サクラパパオー』（2001年、主演：櫻井淳子、出演：羽場裕一）
  - 『最悪な人生のためのガイドブック』（2005年、音楽：本多俊之、主演：川平慈英、出演：森山未來・堀内敬子）
  - 『魔法の万年筆』（2007年、主演：稲垣吾郎（SMAP））
  - 『恋と音楽II 〜僕と彼女はマネージャー〜』（2014年、音楽：佐山雅弘、主演：稲垣吾郎（SMAP））
  - 『恋と音楽FINAL  〜時間劇場の奇跡〜』（2016年、音楽：佐山雅弘、主演：稲垣吾郎）
  - FREE TIME, SHOW TIME『君の輝く夜に』（2018年、音楽：佐山雅弘、主演：稲垣吾郎）※作詞も担当

- アトリエ・ダンカンプロデュース『おんなの落語』（2005年、主演：木の実ナナ）

- わらび座 ミュージカル
  - 『為三さん』（2015年⁻2016年、音楽：八幡茂、振付：ラッキィ池田）※作詞も担当
  - 『KINJIRO!〜本当は面白い二宮金次郎〜』（2017年）※作詞も担当
  - 『ワンス・アポン・ア・タイム・イン・アキタ』（2023年、音楽：久米大作）※作詞も担当

- モブ・モガ
  - 『君の輝く夜に〜FREE TIME,SHOW TIME〜』（2019年、音楽：佐山雅弘、主演：稲垣吾郎）※作詞も担当
  - ミュージカルコメディ『恋のすべて』（2022年、音楽：青柳誠、主演：稲垣吾郎）※作詞も担当
- ala Collection シリーズ vol.13『百日紅、午後四時』（2022年、主演：市毛良枝）

朗読劇（構成・演出名義）
- 北九州芸術劇場リーディングセッションvol.13『裸でスキップ』（2008年、音楽・ピアノ演奏：佐山雅弘）
- リーディングドラマ『鴎外の恋 舞姫エリスの真実』（2012年、原作：六草いちか、音楽・ピアノ演奏：佐山雅弘、主演：斉藤由貴）
- 可児市文化創造センター『シリーズ恋文vol.10』（2019年、出演：辰巳拓郎・木の実ナナ）

#### 演出
- グループる・ばる『男と女の肖像』（1990年、脚本：小松方正、出演：松金よね子・岡本麗・田岡美也子）

#### 脚本
- アトリエ・ダンカンプロデュース
  - ABCミュージカル『阿OKUNI国』（1990年、主演：木の実ナナ）※作詞も担当
  - 『バルセロナ物語』（1991年、演出：栗山民也、主演：東山紀之・牧瀬里穂）
  - 『下町のショーガール』（1992年、演出：栗山民也、主演：木の実ナナ）
  - カーペンターズ・ミュージカル『ア・ソング・フォー・ユー』（2011年、演出：菅野こうめい、音楽：久米大作、主演・川平慈英）

- パルコプロデュース
  - 『謎の下宿人〜サンセット・アパート〜』（2003年、演出：山田和也、主演：稲垣吾郎（SMAP））
  - 『斎藤幸子』（2009年、演出：河原雅彦、主演：斉藤由貴）
  - 『ぼっちゃま』（2011年、演出：河原雅彦、音楽：佐山雅弘、主演：稲垣吾郎（SMAP））
  - 『恋と音楽』（2012 - 2013年、演出：河原雅彦、音楽：佐山雅弘、主演：稲垣吾郎（SMAP））
  - 『サクラパパオー』（2017年、演出：中屋敷法仁、主演：塚田僚一（A.B.C-Z）、出演：川村智花）
  - 『ドゥ・ユ・ワナ・ダンス？』（2018年、演出：本広克行、主演：ももいろクローバーZ）
  - 『阿呆浪士』（2019年、演出：ラサール石井、主演：戸塚祥太（A.B.C-Z））
  - 『腹黒弁天町』（2022年、演出：松村武、主演：福田悠太（ふぉ〜ゆ〜）・辰巳雄大（ふぉ〜ゆ〜））
  - 『三十郎大活劇』（2022年、演出：ラサール石井、主演：青柳翔（劇団EXILE））

- 栗山民也 演出作品 （アトリエ・ダンカンプロデュース除く）
  - OFFICEぱれえどプロデュース『ソングデイズ』（1991年、主演：ちあきなおみ）
  - 松竹音楽劇『火の鳥』（1994年、主演：岡本健一・つみきみほ）
  - 東宝現代劇新春特別公演『新橋ラプソディー』（2001年、主演：森光子）
  - 松竹「錦秋演舞場祭り 中村勘三郎奮闘」夜の部『寝坊な豆腐屋』（2007年、主演：森光子・中村勘三郎）

- 山田和也 演出作品 （パルコプロデュース除く）
  - 『ハゲレット』（2006年、原作：ウィリアム・シェイクスピア、翻訳・監修：小田島雄志、主演：近藤芳正）
  - ミュージカル『ザ・ヒットパレード〜ショウと私を愛した夫〜』（2007年、音楽：宮川彬良、主演：原田泰造（渡辺晋 役）・戸田恵子（渡辺美佐 役））
  - Dステ11th『クールの誕生』（2012年、出演：D-BOYS）

- ラサール石井 演出作品（パルコプロデュース除く）
  - 明治座『燃えよ剣』（2004年、原作：池波正太郎、主演：上川隆也、出演：風間杜夫・富田靖子）
  - 『その男』（2009年、原作：池波正太郎、作曲：上妻宏光、主演：上川隆也、出演：内山理名・キムラ緑子・池田成志・六平直政・平幹二朗）
  - 松竹『ペテン☆ザ☆ペテン』（2011年、主演：ラサール石井、出演：藤山直美・柄本明・渡辺えり・小池栄子・ベンガル）

- TOKYO演劇フェア『3人の作家によるカクスコ変奏曲・春はどこから〜サツキ荘空き室あり』（1994年、演出：中村育二、出演：カクスコ）
- O2コーポレーション『BONTAN DOUROU』（1994年、演出：加納幸和）
- ラフカット公演『村田さん』（1995年・2002年、演出：堤泰之）

- 劇団青年座（演出：宮田慶子）
  - 第178回公演『妻と社長と九ちゃん』（2005年）
  - 第201回公演『をんな善哉』（2011年、主演：高畑淳子）
  - 第221回公演『フォーカード』（2016年）

- グループる・ばる『八百屋のお告げ』（2006年、演出：鈴木裕美、出演：松金よね子・岡本麗・田岡美也子）
- 北九州芸術劇場プロデュース『BEN』（2011年、演出：松村武）
- ル テアトル銀座 by PARCOさよなら公演 『男嫌い』（2013年、演出：藤井清美、主演：沢口靖子、出演：陣内孝則、木の実ナナ、松井誠）

- 劇団俳優座（演出：佐藤徹也）
  - 創立70周年記念公演『七人の墓友』（2014年）
  - 第337回公演『われらの星の時間』（2018年）
- テアトル・エコー公演148『遭難姉妹と毒キノコ』（2014年11月、演出：永井寛孝）
- 劇団東京ヴォードヴィルショー『終われない男たち』（2018年9月、演出:鵜山仁（文学座）、主演：佐藤B作）
- 明治座『ももクロ一座特別公演〜大江戸娯楽活劇姫はくノ一』（2019年、演出：本広克行、主演：ももいろクローバーZ）

新作落語
- 『花緑落語〜ナンパジジイ〜』（2002年、出演：柳家花緑）
- 花緑と風間の落語会『よいしょの階段』『死刑台のカツカレー』（2006年、出演：柳家花緑・風間杜夫）
- 『ニッポンの芸能史を生きた男・森田さんの愉快な一生』（原案・構成名義、2016年、出演：柳家喬太郎・佐山雅弘）

### 主な映画
- 『会社物語』（1988年、市川準監督との共同脚本）
- 『てぃだかんかん』（2009年、林民夫との共同脚本、李闘士男監督）

インターネット映画
- Click cinema『好き』（原案、2000年11月、主演：田中麗奈）

### 主なテレビドラマ
- 水曜シリーズドラマ『噂の伝次郎』（1997年、NHK総合）
- 『STAFF ONLY』第12話「〜お色直し〜」（1998年、フジテレビ）
- 東芝日曜劇場『海まで5分』(1998年、TBS)
- NHKドラマ館『さよなら五つのカプチーノ』（1998年）
- 連続テレビ小説（NHK）
  - あすか（1999年10月4日 - 2000年4月1日）
  - 瞳（2008年3月31日 - 9月27日）
- MUSIC in DRAMA（NHK総合）
  - 土曜特集ドラマ『歌恋温泉へようこそ』（2001年3月）
  - 『ホシに願いを』（2004年3月）
- 金曜ナイトドラマ『ツーハンマン』（2002年7月、テレビ朝日）
- 月曜ドラマシリーズ『夢みる葡萄〜本を読む女〜』（2003年9月、NHK総合）
- 土曜ドラマ 『ウォーカーズ〜迷子の大人たち』（2006年、NHK総合）
- NHK徳島開局80周年記念 地域発ドラマ 狸な家族（2013年6月26日、NHK総合）[10]
- 『ほっとけない魔女たち』（2014年、東海テレビ・TBS系列）
- 三匹のおっさんシリーズ（テレビ東京）
  - 三匹のおっさん3～正義の味方、みたび!!～ 第3話・第4話・第7話（2017年2月3日・10日・3月3日）
  - 新春ドラマ特別企画 三匹のおっさんスペシャル（2018年1月2日）
  - 新春ドラマスペシャル 三匹のおっさんリターンズ! 平成ラストの大暴れ&悪党まとめて大成敗SP!（2019年1月14日）
- 夢食堂の料理人〜1964東京オリンピック選手村物語〜（2019年7月23日、NHK総合）[11]

## 劇団ラッパ屋所属の俳優
- 熊川隆一
- 福本伸一
- 大草理乙子
- おかやまはじめ
- 宇納佑
- 木村靖司
- 弘中麻紀
- 三鴨絵里子
- 岩本淳
- 武藤直樹
- 俵木藤汰
- 岩橋道子
- 中野順一朗
- 浦川拓海

出典：役者紹介 - 劇団ラッパ屋